# Дезоксирибонуклеаза II
Дезоксирибонуклеаза II (КФ 3.1.22.1 ), ДНКаза II, панкреатическая ДНКаза II, дезоксирибонуклеат 3'-нуклеотидгидролаза, кислая дезоксирибонуклеаза, кислая ДНКаза) — фермент, гидролизующий фосфодиэфирные связи между дезоксирибонуклеотидами в нативной и денатурированной ДНК, образуя при этом 3'-фосфаты на концах.
Фермент более активен при кислых значениях pH.
Известны несколько ДНКаз II:
- ДНКаза II альфа
- ДНКаза II бета (англ. DLAD, кислая ДНКаза, подобная ДНКазе II)